# Aleksander Puchowski
Aleksander Puchowski (ur. w 1927) – polski lekkoatleta, specjalizujący się w biegach sprinterskich.

## Osiągnięcia
- Mistrzostwa Polski seniorów w lekkoatletyce (3 medale)[2]
  - Gdańsk 1947 (sztafety)
    - brązowy medal w sztafecie 400+300+200+100 m

  - Gdańsk 1949
    - brązowy medal w biegu na 400 m

  - Łódź 1955
    - złoty medal w sztafecie 4 × 400 m

- Halowe mistrzostwa Polski seniorów w lekkoatletyce (1 medal)[3]
  - Poznań 1951
    - srebrny medal w sztafecie 4 × 100 m

- Reprezentant Polski w meczu międzynarodowym[4]
  - Polska - Rumunia, Warszawa 1949 (sztafeta 4 x 400 m )

- Memoriał Janusza Kusocińskiego[5]
  - Warszawa 1955 – III miejsce w sztafecie 4 × 400 m